# Juan Pedro López
Artikeln följer den spanska namnseden; faderns efternamn är López och moderns efternamn Pérez.
Juan Pedro López Pérez, född 31 juli 1997 i Lebrija, är en spansk professionell tävlingscyklist som tävlar för Lidl–Trek.

## Karriär

### Junior och amatör
López är född i Lebrija och började tävlingscykla som 13-åring i Peña Ciclista Trebujena. 2015 bytte han lag till Fundación Contador och vann under året flera spanska juniortävlingar. Vid Vuelta al Besaya slutade López tvåa i totaltävlingen efter att ha vunnit den sista etappen framför den slutgiltiga vinnaren av tävlingen Jhonatan Narváez.
I juni 2017 vann López U23-klassen vid andalusiska mästerskapen. Två veckor senare vann han Mémorial Agustín Sagasti i Mungia. Under följande år vann López Trofeo Guerrita och Vuelta al Bidasoa.

### Polartec–Kometa och Trek–Segafredo
I juni 2018 bytte López till stallet Polartec–Kometa på Europatouren. 2019 vann han den fjärde etappen vid Giro della Valle d'Aosta. I augusti 2019 gick López till UCI World Tour-stallet Trek–Segafredo som stagiaire, en cyklist som tillfälligt tas in i ett professionellt stall på prov. Inför säsongen 2020 skrev han sedan på ett proffskontrakt med Trek–Segafredo. Under 2020 deltog López i sitt första Grand Tour-lopp och slutade på totalt 42:a plats i Vuelta a España. Året därpå slutade han på totalt 13:e plats i samma tävling.
Vid Giro d’Italia 2022 erövrade López den rosa tröjan som ledare i totaltävlingen efter att slutat tvåa i den 4:e etappen bakom tyska Lennard Kämna. Han erövrade även den vita tröjan som ledare i ungdomstävlingen. López avslutade tävlingen på 10:e plats i totaltävlingen och vann ungdomstävlingen.

## Meriter
2018
7:a totalt, Giro della Valle d'Aosta
2019
4:a totalt, Tour of Antalya
6:a totalt, Tour de Hongrie
9:a totalt, Giro della Valle d'Aosta
1:a, etapp 4
2022
10:a totalt, Giro d’Italia
1:a  ungdomstävlingen
Ledde totaltävlingen  efter etapp 4–13
2024
Vinnare totalt  av Tour of the Alps
Vinnare av etapp 3

### Grand Tour-resultat
| Grand Tour      | 2020 | 2021 | 2022 | 2023 |
| --------------- | ---- | ---- | ---- | ---- |
| Giro d’Italia   | —    | —    | 10   | —    |
| Tour de France  | —    | —    | —    | 74   |
| Vuelta a España | 42   | 13   | 97   | 17   |

| —   | Deltog inte     |
| DNF | Fullföljde inte |